# Dysodia siccifolia
Dysodia siccifolia är en fjärilsart som beskrevs av Moore 1881. Dysodia siccifolia ingår i släktet Dysodia och familjen Thyrididae. Inga underarter finns listade i Catalogue of Life.